# Tazbiči
Tazbiči, zároveň též Tazbičská soutěska (čečensky ЧӀаьнта, rusky Тазбичи) je středisková obec ve stejnojmenné soutěsce v okrese Itum-Kali na jihu Čečenské autonomní republiky Ruské federace. Obec je tvořena řadou usedlostí a osad, roztroušených po celém území soutěsky.

## Geografie
Horská obec Tazbiči lemuje údolí říčky Cheldachoj-Echk v jihovýchodní části itum-kaliského okresu. Osady se nacházejí v nadmořské výšce od 1000 do 1200 metrů. Nejbližšími obcemi v okolí jsou Nižnij a Věrchnij Cherachoj na severu, na jihu leží Veduči a na západě se nacházejí zaniklé vsi Cjuniki a Chačaroj-Echk. K 1. 1. 2013 žilo v Tazbičské soutěsce 796 osob. Z hlediska náboženského obyvatelé Tazbiči vyznávají sunnitský islám, který se na severním Kavkaze rozšířil v 17. - 18. století.

## Historie
Četné středověké památky, dochované v soutěsce Tazbiči, jsou důkazem toho, že toto údolí bylo osídleno již v 11. - 12. století. Nejblíže k okresnímu středisku Itum-Kali se nacházela pevnost Djore, jejíž obyvatelé střežili přístupové cesty do Argunské a Djorchoj-Erkské soutěsky.
V roce 1944 byli obyvatelé Tazbičské soutěsky násilně vysídleni a deportováni do Kazachstánu. Do vlasti se mohli vrátit až po rehabilitaci v roce 1956.

## Památky
V údolí Tazbiči, na území, spadajícím pod střediskovou obec, se nachází pět středověkých věží, pohřebiště a památkově chráněná mešita. V Etkali je mešita, jejíž minaret byl původně obrannou věží. V téže usedlosti si lze prohlédnout ještě další věž s petroglyfy. Na seznamu památek kulturního dědictví národů Ruské federace jsou pod čísly 2000000041 - 43 uvedeny památky z usedlosti Djore (čečensky Доьра, rusky Дёрe) v Tazbičské soutěsce, a to jmenovitě pozůstatky staveb v tomto aulu a dvě obranné věže. Pod čísly 2000000070 - 71 jsou zapsány stavby v osaděTalkali a jedna tamější obytná věž. Vesnická zástavba osady Urzmieduk a někdejší obytná věž jsou na seznamu kulturních památek evidovány pod čísly 2000000095 - 96. Věž Šulu v Djore, pocházející z 11. století, se podařilo rekonstruovat v roce 2010.

## Život v obci
V Tazbiči aktivně působí Střední všeobecně vzdělávací škola G. Ch. Jusupova. Vyučujícími jazyky jsou ruština a čečenština. V roce 2016 absolvovalo 11letou výuku celkem 8 místních chlapců a dívek.

## Rodáci
Z Tazbiči pocházela Pasichat Džukalajeva (1881 - 2005), do roku 2005 nejstarší občanka Čečenska. Ani jako vdova s 6 dětmi se nevyhnula koncem února 1944 deportaci Čečenců do střední Asie. Její mladší dcera zahynula ještě během této cesty hladem a zimou. Další dva Pasichatini synové zemřeli v důsledku útrap nuceného pobytu na území Kazachstánu. Pasichat Džukalajeva žila i ve vysokém věku aktivně a byla zcela soběstačná. Nikdy nedržela žádnou dietu, jedla nejen ovoce a zeleninu, ale i tučná jídla, pečené maso a sladkosti, ale vždy jen malé porce.

## Dostupnost
Doprava z Grozného do Tazbiči - ať už maršrutkou, autostopem či vlastním vozem - je vcelku bezproblémová. Zásadní problém však spočívá v tom, že ke vstupu do soutěsky Tazbiči je kromě platného pasu mít třeba i oficiální povolení ke vstupu na dané území. Tento tzv. propusk vystavuje pouze velení pohraničních sil v Grozném, přičemž pro držitele ruského pasu vyřízení trvá 15 - 30 dní, pro cizince však ještě déle.